# IBM Sequoia
Sequoia es una supercomputadora Blue Gene/Q construida por IBM para la Nacional Nuclear Security Administration (NNSA) forma parte del Advanced Simulation and Computing Program (ASC). Fue entregado al Lawrence Livermore National Laboratory en 2011 y puesta en funcionamiento plenamente en junio de 2012.

## Propósito
Sequoia será usada principalmente para la simulación de armas nucleares, en sustitución de las supercomputadoras  Gene Blue/L y ASC Purple, en el Lawrence Livermore National Laboratory. Sequoia también estará disponible para fines científicos como la astronomía, el estudio del genoma humano, y el cambio climático.